# Écollemont
Écollemont è un comune francese di 63 abitanti situato nel dipartimento della Marna nella regione del Grand Est.

## Storia

### Simboli
Lo stemma è stato adottato nel 2025.

## Società

### Evoluzione demografica
Abitanti censiti